# 蘇祐
蘇祐（1492年—1571年），字允吉，初號舜澤，改號穀原，山東承宣布政使司東昌府濮州人，明朝政治人物、同進士出身。

## 生平
正德八年（1513年）癸酉科舉人，十六年丁外艰，嘉靖五年（1526年）丙戌科進士，授吳縣知縣，丁嫡母喪歸。服除，改束鹿縣知縣，十一年十一月选授廣東道試監察御史，巡按宣府、大同，十四年出按江北，十六年巡按山西，监臨省試，代掌河南道。十八年六月升江西按察司副使，提调学校，二十一年升山西布政使司右参政，分理雁门三关，二十三年十一月升大理寺右少卿，二十四年三月升都察院右僉都御史、巡撫保定。二十六年四月升右副都御史、巡抚山西。嘉靖二十八年（1549年）五月升刑部右侍郎，十一月改兵部右侍郎，二十九年三月轉本部左侍郎，以大同督抚官缺，六月以兵部左侍郎兼都察院右佥都御史，暂行总督事兼管巡抚，九月詔留大同，实任總督宣大軍務，三十二年六月以六年考满，升都察院右副都御史、兼原职管事，進兵部尚書銜，因得罪嚴嵩，三十三年四月因年老被罢職回籍，六月以不請兵餉失事連坐，与大同巡抚都御史侯钺一同被锦衣卫逮捕至京讯问，九月被削籍為民。隆慶五年次子蘇澹應試時卒于京师，哀痛而病，其年九月卒，年八十。萬曆元年（1573年）恢復官銜。

## 家族
曾祖蘇義，医学训科。祖父蘇亮，佛教徒，里人號曰亮菩萨。父蘇恩，號北庄居士，生五子：天民、天泽、天爵、天祐、天禄。嫡母周氏，生母王氏。長子蘇濂，南京光禄署正；孫蘇棨，以蔭为國子生，官锦衣卫指挥佥事。次子蘇澹，举嘉靖己酉举人；次蘇潢，德府审理正；次蘇浣，國子生。

## 著作
有《穀原集》、《三關紀要》、《逌旃瑣言》和《奏議》等著作。